# قائمة الأشخاص المصابين بعسر القراءة
هذه القائمة خاصة بالأشخاص البارزين الذين يعانون من عُسر القراءة، وهو اضطراب دائم يؤثر على مهارات القراءة والكتابة. يتفاوت تأثير هذا الاضطراب من شخص لآخر، حيث يواجه البعض صعوبات في تهجئة الكلمات والقراءة بسرعة والكتابة والقراءة بصوت عالٍ أو فهم ما يُقرأ. كما أن الأفراد المصابين بعسر القراءة قد يكونون أكثر عرضة للإصابة باضطراب نقص الانتباه مع فرط النشاط (ADHD)، واضطرابات اللغة التطورية، بالإضافة إلى صعوبات في التعامل مع الأرقام.

## الممثلون والممثلات

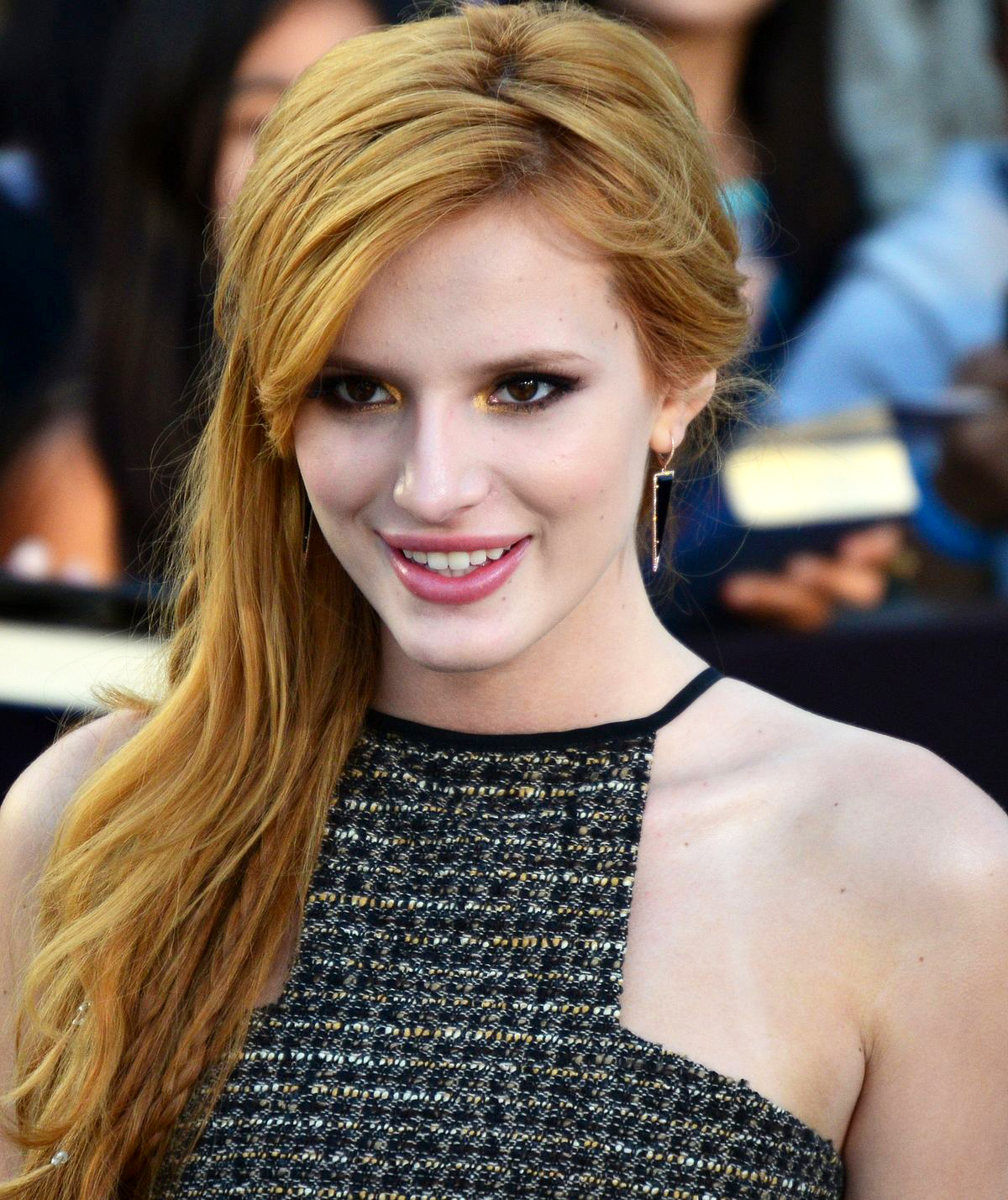
بيلا ثورن

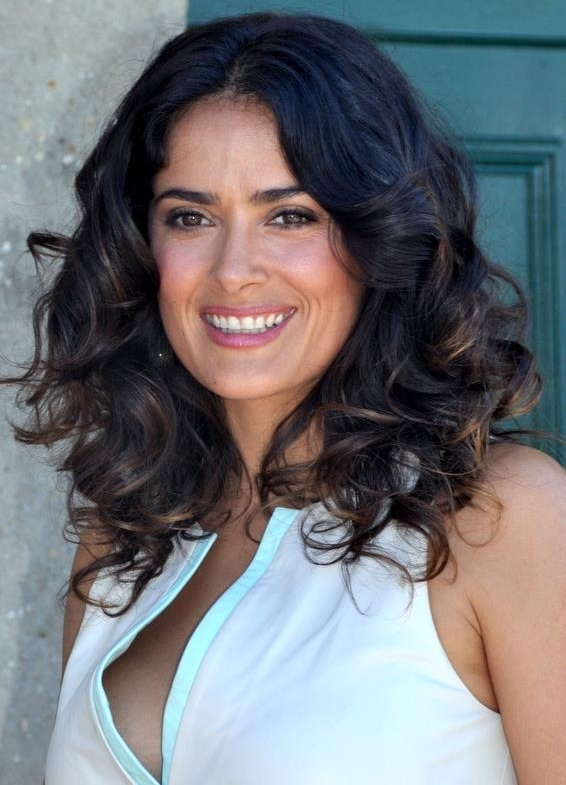
سلمى حايك

- كيانو ريفز من مواليد 1964، ممثل كندي.[3]
- إيوان ريون من مواليد 1985، ممثل وموسيقي (في صراع العروش، ميزفيتس، فيشس).[4]

- ريفر فينيكس (1970–1993؛ يبلغ من العمر 23 عامًا)، ممثل وموسيقي أمريكي ( قف بجانبي، أنا أحبك حتى الموت، بلدي الخاصة أيداهو ).[5]

- نيكولاس بارسونز (1923–2020؛ 96 عامًا)، مُمثل ومقدم إنجليزي.[6]

- أليس باجاني من مواليد 1998، مُمثلة وعارضة أزياء ومؤلفة إيطالية (بيبي، لورو).[7]

- بريندان أوكارول من مواليد 1955، ممثل وكوميدي أيرلندي من بين أعماله أولاد السيدة براون، كل شيء عن السيدة براون، فيلم أولاد السيدة براون).[8][9]
- داني أوكارول من مواليد 1983، ممثل أيرلندي من بين أعماله أولاد السيدة براون، من كل مكان إلى السيدة براون، أولاد السيدة براون دي موفي.[9]

- جينيفر أنيستون من مواليد 1969، ممثلة أمريكية ( فريندز ومارلي وأنا ونحن عائلة ميلرز والرنامج الصباحي).[10]
- أبهيشيك باتشان من مواليد 1976، ممثل هندي من بوليوود.[11]
- روبرت بنتون من مواليد 1932، كاتب سيناريو ومخرج أفلام أمريكي.[12]
- أورلاندو بلوم من مواليد 1977، ممثل إنجليزي (سيد الخواتم، الهوبيت، قراصنة الكاريبي).[13]
- دوغلاس بوث من مواليد 1992، ممثل وموسيقي وعارض أزياء إنجليزي.[14]
- جيمي كامبل باور من مواليد 1988، ممثل ومغني وعارض أزياء إنجليزي (أشياء غريبة، أدوات الموت: مدينة العظام، توايلايت).[15]
- لارا فلين بويل من مواليد 1970، ممثلة أمريكية (توين بيكس، عالم واين، ريد روك ويست، رجال بالسواد 2).[16]
- ماكس بروكس من مواليد 1972، ممثل وكاتب أمريكي.[17]
- جيم كاري من مواليد 1962، ممثل وكوميدي كندي-أمريكي (القناع، آيس فينتورا، الغبي والأغبى، كاذب كاذب، بروس العظيم).[18]
- هنري وينكلر من مواليد 1945، ممثل أمريكي (أيام السعادة) وناطق باسم مؤسسة الديسلكسيا.[19]
- روبن ويليامز (1951–2014؛ عمره 63 عامًا)، ممثل وكوميدي أمريكي (مدام داوتفاير، جومانجي، ليلة في المتحف).[20]
- ليندسي واغنر من مواليد 1949، ممثلة أمريكية (المرأة الآلية، الرجل الذي يمتلك ستة ملايين دولار).[21]
- بيلا ثورن من مواليد 1997، ممثلة ومغنية وكاتبة أمريكية من بين أعمالها المال القذر المثير، عدوي الأسوأ، الصديقة القبيحة البديلة، لها وله. [22]
- كارا توينتون من من مواليد 1983، ممثلة إنجليزية من بين أعماله إيست إندرز، السيد سلفريدج. [23]
- جون دي لانسي من مواليد 1948، ممثل وكوميدي أمريكي (ستار تريك وأيام حياتنا وستارجيت إس جي-1).[24]
- ميشيل دي سوارتي من مواليد 1980، ممثلة إنجليزية وكوميدية ومُقدمة برامج وعارضة أزياء سابقة ( الدُوقة ).[25]
- باتريك ديمبسي من مواليد 1966، ممثل أمريكي (غريز أناتومي وآوتبريك وإنشانتد).[26]
- مايكل دوديكوف من مواليد 1954، ممثل أمريكي (صائدو الجوائز وأميركان نينجا 2: ذا كانفيتيشن).[27][28]
- أرجان إيدرفن (مواليد 1956)، ممثل وكوميدي هولندي.[29]
- أصلي أنور (من مواليد 1984)، ممثلة تركية.[30]
- فاني فلاغ من مواليد 1944، ممثلة وكوميدية ومؤلفة أمريكية.[31]
- أوليف غراي من مواليد 1994، ممثل إنجليزي (تحقيقات هاف مون، انقذني).[32]
- مو جيليغان من مواليد 1988، ممثل كوميدي بريطاني[33][34]
- ووبي غولدبرغ من مواليد 1955، ممثلة وكوميدية وشخصية تلفزيونية أمريكية (شبح، الراهبة، الأسد الملك، قصة لعبة 3، ذا فيو).[35][36]
- سوزان هامبشاير من مواليد 1937، ممثلة بريطانية؛ انظر كتاب قصة سوزان
- مايا هوك من مواليد 1998، ممثلة وعارضة أزياء ومغنية وكاتبة أغاني أمريكية.[37]
- سلمى حايك من مواليد 1966، ممثلة مكسيكية ( من بين أعمالها تيريزا ، من الغسق حتى الفجر ،الغرب المتوحش ،دار غوتشي).[38][39]
- توم هولاند من مواليد 1996، ممثل إنجليزي من بين أعماله الرجل العنكبوت والمستحيل ،وكابتن أمريكا: الحرب الأهلية.[40]
- أنتوني هوبكنز من مواليد 1937، ممثل ومُخرج ويلزي (صمت الحملان ،هانيبال ،التنين الأحمر ، الرجل الفيل).[41]
- بومان إيراني من مواليد 1959، ممثل بوليوود
- إدي آيزارد من مواليد 1962، ممثل كوميدي وناشط بريطاني.[42]
- تاوني كيتاين (1961-2021؛ توفيت عن عمر 59 عامًا)، ممثلة وعارضة أزياء وشخصية إعلامية أمريكية.[43]
- كيرا نايتلي من مواليد 1985، ممثلة إنجليزية (قراصنة الكاريبي، أريده مثل بيكهام، الحب في الحقيقة، كبرياء وتحامل).[44]
- أنجي لو مار من مواليد 1965، ممثلة كوميدية وكاتبة بريطانية.[45]
- أنجي لي مار من مواليد 1965، ممثلة وكاتبة وكوميدية بريطانية.[46]
- لي مارفن (1924-1987؛ عن عمر يناهز 63 عامًا)، ممثل أمريكي حائز على جائزة الأوسكار (فريق م، القتلة، الاثنا عشر القذرون).
- جويل ماكهيل من مواليد 1971، ممثل وكوميدي ومقدم برامج تلفزيونية أمريكي.[47]
- شارلوت مكيني من مواليد 1993، عارضة أزياء وممثلة أمريكية (جو ديرت 2: الخاسر الجميل، باي واتش).[48]
- ستيف مكوين (1930-1980؛ عن عمر يناهز 50 عامًا)، ممثل أمريكي (الهروب، الهروب الكبير، الاحتراق الهائل).
- ستيف ماكوين من مواليد 1969، مُخرج أفلام بريطاني (12 سنة عبد).[49]
- أليسا ميلانو من مواليد 1972، مُمثلة أمريكية من بين أعمالها هو الرئيس؟، مسحور، اسمي إيرل، لا يشبع.[50][51]
- جيمي موراي من مواليد 1976، ممثلة إنجليزية (صخب، دكستر، كان يا ما كان، ذات مرة).[52]
- جيس نورمان من مواليد 2000، ممثل أمريكي (هنري دانجر).[53]
- نيكولاس ويندينغ ريفن من مواليد 1970، مُخرج أفلام دانماركي.[54]
- جاي ريتشي من مواليد 1968، مخرج أفلام إنجليزي.[55]
- مارك رافالو من مواليد 1967، ممثل ومنتج أمريكي من بين أعماله جزيرة شاتر، المنتقمون، القلب العادي).[56]
- داكس شيبارد من مواليد 1975، ممثل وكوميدي وصانع أفلام أمريكي.[57]
- برايان سينغر من مواليد 1965، مُخرج أفلام أمريكي من بين عماله عرين الأسد، إكس-مين، عودة سوبرمان، جاك قاتل العملاقة.[58]
- أرنولد شوارزنيجر ممثل نمساوي أمريكي من مواليد 1947، هو رجل أعمال ومخرج أفلام وسياسي سابق ولاعب كمال الأجسام محترف سابق.[59]
- أوكتافيا سبينسر من مواليد 1970 ممثلة أمريكية.[60]
- كريستس سوانسون من مواليد 1969، ممثلة أمريكية من ضمن بوفي قاتل مصاصي الدماء، الشبح.[61]
- ستيفن سبيلبرغ من مواليد 1946، مخرج سينمائي وكاتب سيناريو أمريكي من بين أعماله إي تي الرض الاضافية، الحديقة الجوراسية، إنقاذ الجندي ريان، حصان الحرب، حرب العوالم.[62]

## فنانون ترفيهيون
- مايكل أتري من مواليد 1965، كاتب وكوميدي إنجليزي ساخر.[63]
- روب بيكيت من مواليد 1986، كُوميدي ومقدم تلفزيوني وممثل إنجليزي.[64]
- تشارلي بورمان من مواليد 1966، مقدم تلفزيوني وكاتب وممثل بريطاني.[65]
- ماركوس بريغستوك من مواليد 1973، كوميدي وممثل إنجليزي.[66][67]
- ديف شالك من مواليد 1959، مُذيع كندي وصحفي تقني.[68]
- كريس كوزينتينو من مواليد 1972، شيف مشهور أمريكي وشخصية تلفزيونية (توب شيف ماسترز، الشيف الحديدي القادم).[69]
- حمزة ياسين (مواليد 1990)، مقدم برامج تلفزيونية ومصور بريطاني.[70]
- دومينيك وود من مواليد 1978، مقدم برامج إذاعية وتلفزيونية إنجليزي، مقدم ترفيهي وساحر (ديك ودام، بي بي سي راديو 1).[71]
- هولي ويلوببي من مواليد 1981، مقدمة برامج إنجليزية (هذا الصباح، الرقص على الجليد، عصير المشاهير).[72]
- ديف فولي من مواليد 1963، كوميدي وممثل كندي.[73]
- جاي لينو من مواليد 1950، مقدم تلفزيوني وكوميدي أمريكي (برنامج الليلة مع جاي لينو).[74]
- جاي لينو من مواليد 1950، مُقدم تلفزيوني وكوميدي أمريكي (برنامج الليلة مع جاي لينو).[75]
- روبرت روشينبرغ (1925–2008؛ عن عمر يناهز 82 عامًا)، فنان أمريكي.[76]

## الفنانون والكتاب

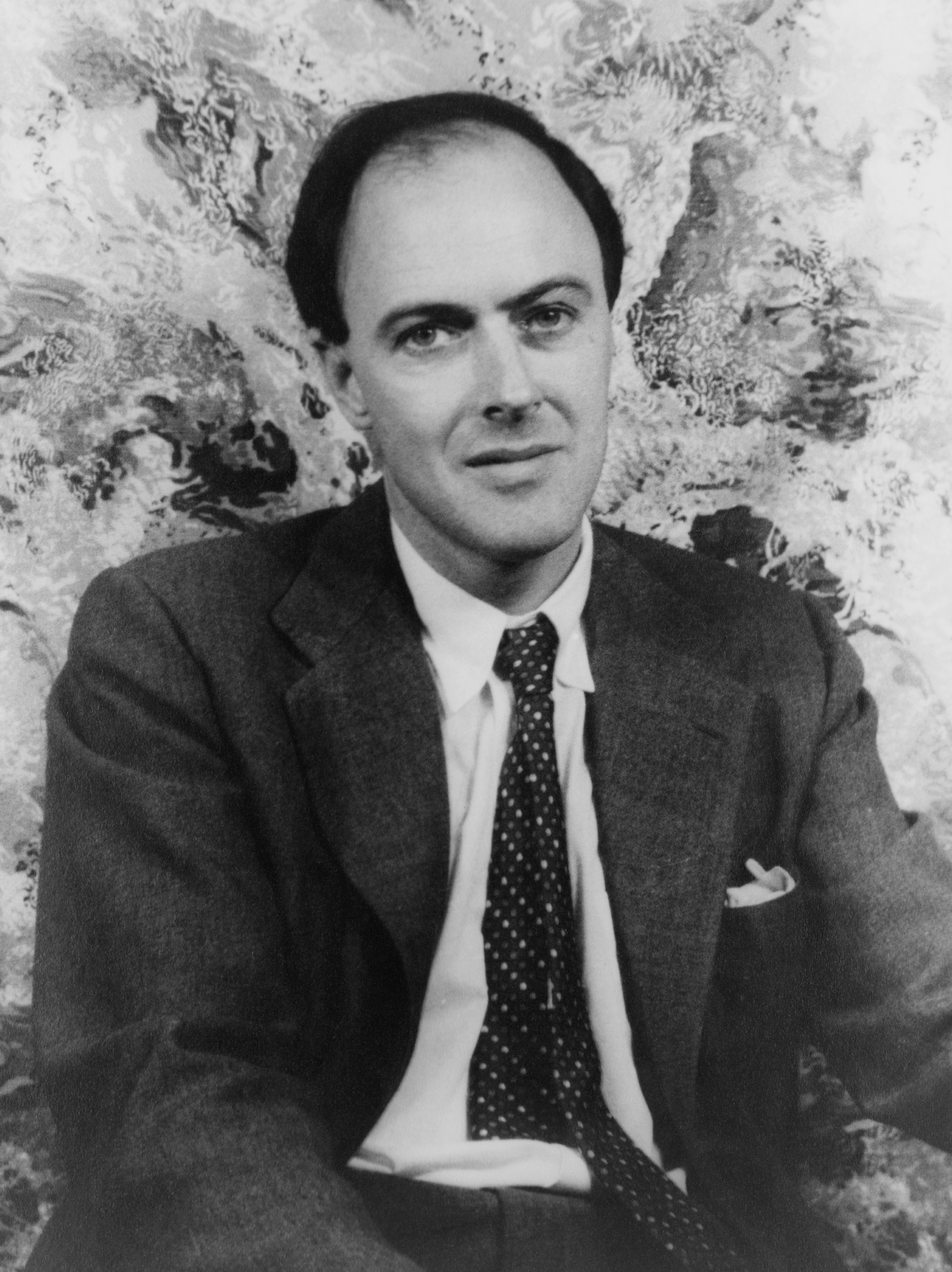
روالد دال

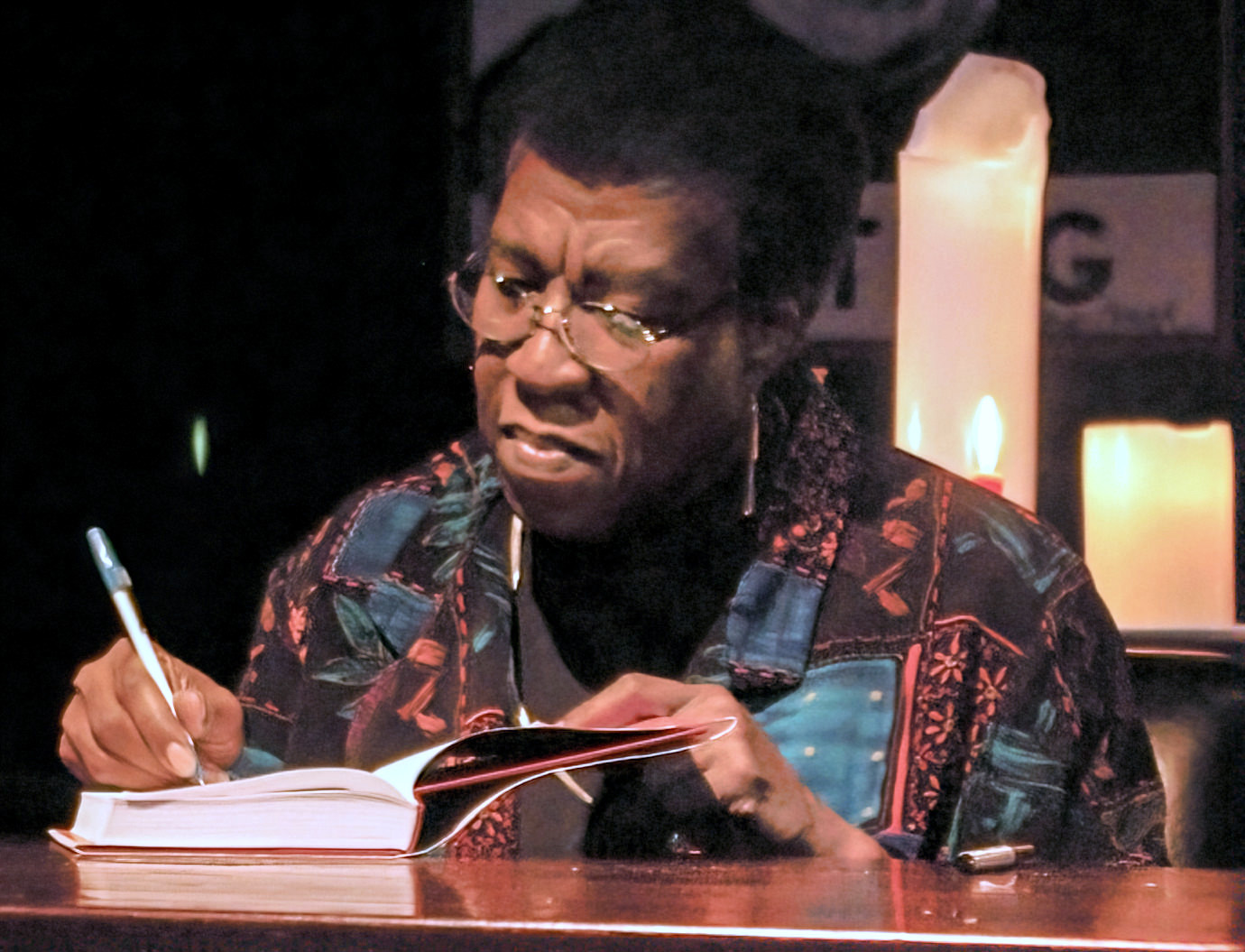
أوكتافيا إي. بتلر

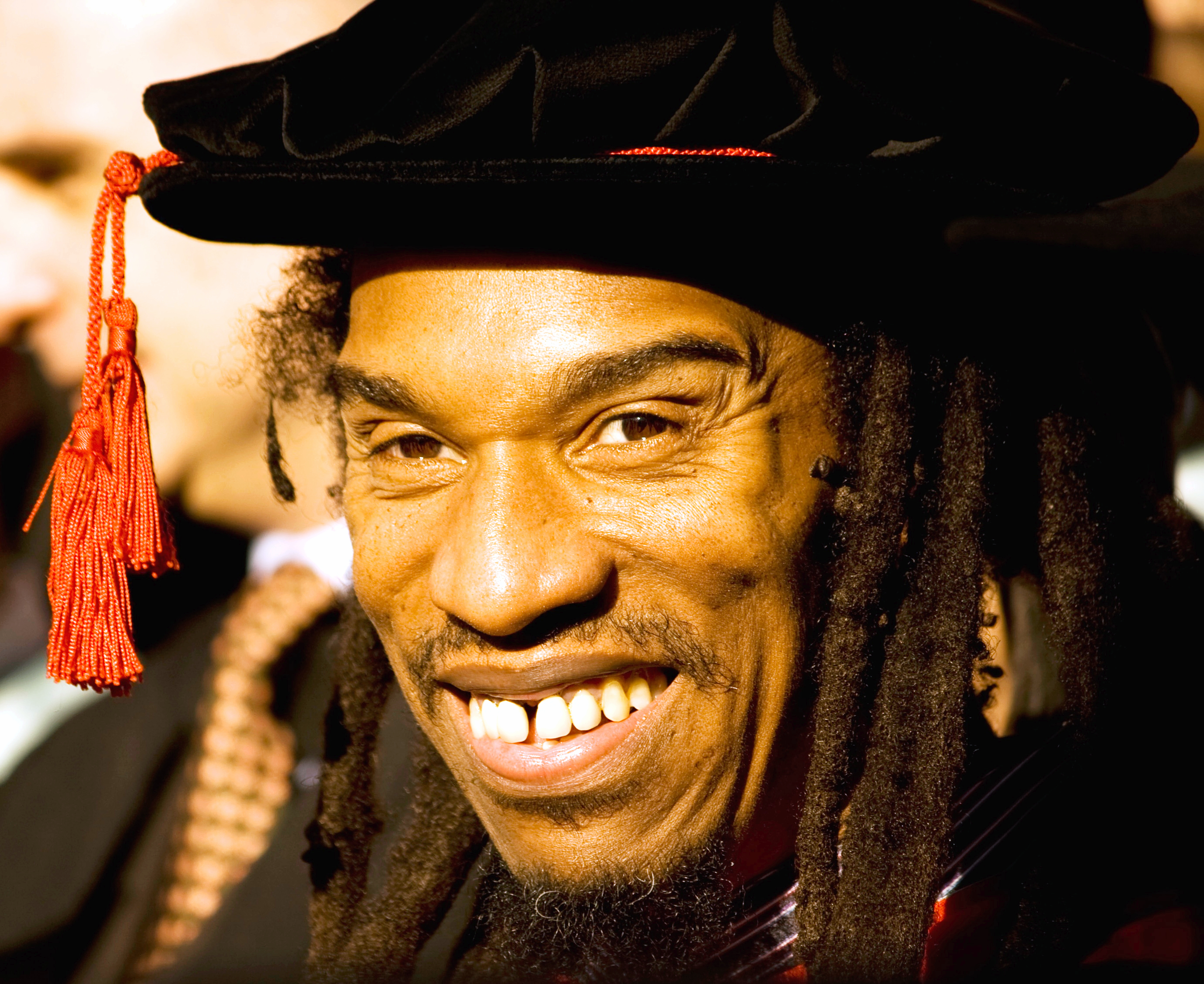
بنيامين صفنيا

- كيل رووس من مواليد 1992، لاعب كرة قدم محترف هولندي.[77]

- جين باتون من مواليد 1929، عالم نباتات ورسّام نباتي بريطاني.[78]

- داف بيلكي من مواليد 1966، مؤلف ورسام أمريكي (كابتن أندربانتس، دوج مان).[79]
- جيري بينكني (1939–2021؛ يبلغ من العمر 81 عامًا)، رسام وكاتب أمريكي.[80]
- هال بريويت مواليد 1954، فنان ومصور ورجل أعمال ومُسابق سيارات أمريكي.[81][82]

- دون مولان من مواليد 1956، كاتب ومنتج وناشط إنساني إيرلندي.[83]

- لورين مورغان-ريتشاردز من مواليد 1975، كاتب ومصور أمريكي (عائلة الوداع).[84]
- أ. ر. مورلان (1958-2016؛ عن عمر يناهز 58 عامًا)، كاتب أمريكي.[85]

- بنيامين زيفانيا (1958–2023)، كاتب وشاعر دبلجة بريطاني.[86]

- لويز أرنولد من مواليد 1972، مؤلفة كُتب أطفال إنجليزية.[87]
- ميلاني بليك من مواليد 1976، مؤلفة إنجليزية.[88]
- روبرتو بولانيو (1953-2003؛ توفي عن عمر 50 عامًا)، روائي وشاعر تشيلي.[89]

- تشاز بونو من مواليد عام 1969، ناشط وكاتب وموسيقي وممثل أمريكي.
- كريسان برينان من مواليد 1954، فنانة وكاتبة أمريكية (العضة في التفاحة).[90]
- إيرين بروكوفيتش من مواليد 1960، كاتبة قانونية ومدافعة عن حقوق المستهلك وناشطة اجتماعية وبيئية.[91]
- جينيفر بروزيك من مواليد 1970، كاتبة أمريكية.[92]
- أوكتافيا إي. بتلر (1947-2006؛ توفيت عن عمر 58 عامًا)، كاتبة خيال علمي أمريكية.[93]
- ستيفن ج. كانيل (1941-2010؛ توفي عن عمر 69 عامًا)، منتج تلفزيوني أمريكي وكاتب وروائي (فريق النخبة، 21 شارع جامب).[27]
- بليك تشارلتون من مواليد 1979، كاتب خيال علمي أمريكي وطبيب قلب.[94]
- ويليام بتلر ييتس (1865-1939)، شاعر وكاتب مسرحي وكاتب وسياسي أيرلندي.[95]
- ويلارد ويغان من مواليد 1957، نحات إنجليزي.[96]
- روالد دال (1916 – 1990، 74 عامًا)، مؤلف بريطاني لأدب الأطفال (جيمس والخوخة العملاقة وتشارلي ومصنع الشوكولاتة وماتيلدا والسيد فوكس الرائع).[97]
- صامويل ر. ديلاني من مواليد 1942، مُؤلف خيال علمي وناقد أدبي أمريكي من أصل أفريقي.[98]
- والت ديزني (1901–1966؛ 65 عامًا)، رسام رسوم متحركة ومنتج أفلام ورجل أعمال أمريكي.[99] يُشَكَّك في إصابته بعُسر القراءة.
- ريتشارد فورد من مواليد 1944، مُؤلف أمريكي (يوم الاستقلال وضع الأرض).[100]
- كارينا غالفز من مواليد 1964، شاعرة إكوادورية-أمريكية وشخصية تلفزيونية وإذاعية.[101]
- سالي غاردنر من مواليد 1954، مؤلفة ورسام كتب أطفال إنجليزية.[102]
- تيري غودكايند (1948-2020؛ توفي عن عمر 72 عامًا)، كاتب أمريكي (سلسلة سيف الحقيقة، قانون التسعات).[103]
- براين غريزر من مواليد 1951، مُنتج وكاتب سينمائي وتلفزيوني أمريكي.[104]
- جون إيرفنج من مواليد 1942، روائي أمريكي وكاتب قصص قصيرة وكاتب سيناريو.[105]
- ريبيكا كامن من مواليد 1950، فنانة ونحاتة أمريكية.[106]
- جاي إف لوتون من مواليد 1960، كاتب ومنتج ومخرج أمريكي من بين أعمالها امرأة جميلة ،تحت الحصار ،رد فعل متسلسل.[107]

- هاري لورين (1926-2023؛ عن عمر يناهز 96 عامًا) ساحر أمريكي ومتخصص في تدريب الذاكرة ومؤلف.[108]
- جاستين رويلاند من مواليد 1980، رسام رُسوم متحركة وممثل صوتي أمريكي (ريك ومورتي، الأضداد الشمسية).[109]
- جو سيلف من مواليد 1956، فنانة وشاعرة إنجليزية مُعاصرة.[110]
- إيلين سيمبسون من 1918–2002، كاتبة ومعالجة نفسية أمريكية.[111]

## الموسيقيين/المغنين

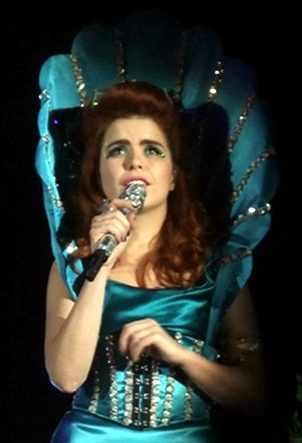
بالوما فيث

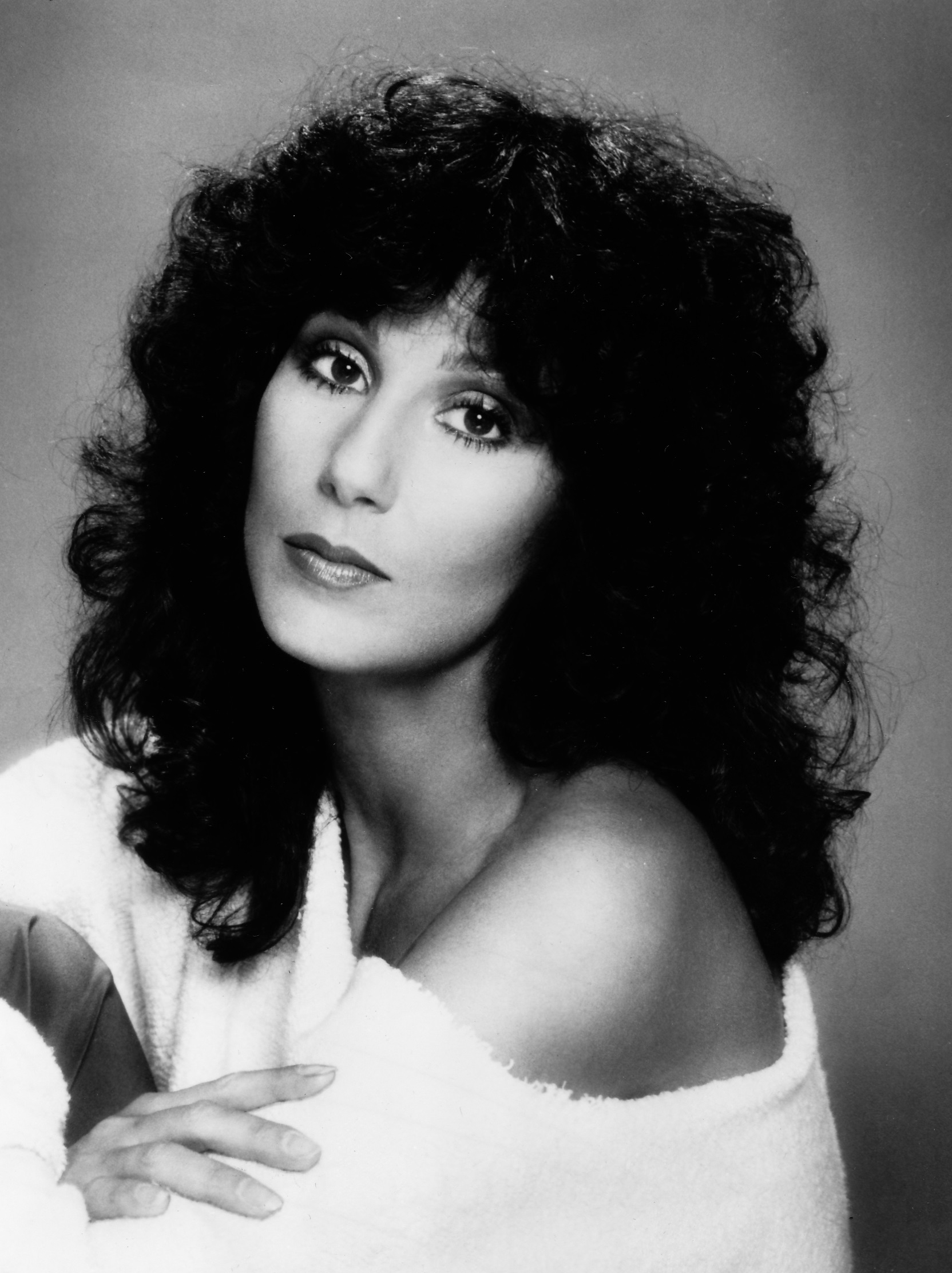
شير

- مارك ألموند من مواليد 1957، مغني إنجليزي ( سوفت سيل).[112]
- ميل بي من مواليد 1975، مغنية إنجليزية (سبايس جيرلز)
- جيف بارو من مواليد 1971، موسيقي إنجليزي.[113]
- بيني من مواليد 2000، مُغنية وكاتبة أغاني من نيوزيلندا.[114]
- باد نيوز براون (1977-2011؛ توفي عن عمر 33 عامًا)، موسيقي ومغني راب كندي.[115]
- سيلين بيرن (مواليد 1980)، مغنية سوبرانو أيرلندية.[116]
- شير من مواليد 1946، مُغنية وممثلة أمريكية (المعروفة بالهة البوب).[117]
- روبي ويليامز من مواليد 1974، مغني وكاتب أغاني إنجليزي (تاك ذات، ملائكة، حلوى، هي الوحيدة).[118]
- تويا ويلكوكس من مواليد 1958، مغنية وممثلة إنجليزية من بين أعمالها إنه لغز، رعد في الجبال، أريد أن أكون حراً.[119]
- بوب وير من مواليد 1947، عازف غيتار أمريكي (فرقة غريتفول ديد).[120]
- بوتش ووكر من مواليد 1969، مغني ومنتج تسجيلات أمريكي.[121]
- بن واتكينز من مواليد 1957، موسيقي إنجليزي ومؤسس فرقة جونو رياكتور.[122][123]
- تينا تيرنر (1939–2023؛ تبلغ من العمر 83 عامًا)، مغنية سويسرية من أصل أمريكي من بين أعمالها ماري الفخورة، حدود مدينة نوتبوش، نهر عميق - جبل عالٍ، الأفضل، ما علاقة الحب به. [124]
- بالوما فايث من مواليد 1981، مُغنية وكاتبة أغاني وممثلة إنجليزية من أعمالها رأسًا على عقب، فقط الحب يمكن أن يؤلم هكذا، التقاط القطع، تغيير تهليل، سانت ترينيانز.[125]
- نويل غالاغر من مواليد 1967، موسيقي وكاتب أغاني إنجليزي (أوايسيس، نويل غالاغر هاي فلاينغ بيردز).[126]
- جايل من مواليد 2004، مُغنية أمريكية (أغنية ايه بي سي دي إف يو).[127]
- غلوي من مواليد 1997، مغنية آيسلندية.[128]
- أليسون غولدفراب من مواليد 1966، موسيقية ومنتجة تسجيلات إنجليزية (غولدفراب).[129]
- مولي كينغ من مواليد 1987، مغنية ومقدمة إذاعية إنجليزية (ذا ساتردايز، راديو بي بي سي 1).[130][131]
- ليل بامب من مواليد عام 2000، مغني راب أمريكي (غوتشي غانغ، أحبها).[132]
- ليل بامب من مواليد عام 2000، مُغني راب أمريكي (غوتشي غانغ، أحبها).[133]
- ميرييل ماثيو من مواليد 1946، مغنية فرنسية.[134]
- م.آي.ا من مواليد 1975، مُغنية راب بريطانية (الطائرات الورقية ، الفتيات السيئات).[135]
- ميكا من مواليد 1983، مُغني وكاتب أغاني لبناني-بريطاني (جريس كيلي، فتاة كبيرة (أنتِ جميلة)، مصاصة).[136]
- روزين مورفي من مواليد 1973، مُغنية وكاتبة أغاني ومنتجة تسجيلات إيرلندية.[137]
- أوزي أوزبورن من مواليد 1948، موسيقي إنجليزي وشخصية تلفزيونية بلاك ساباث، ذا أوزبورن.[138]
- دانييل باوتر من مواليد 1971، مغني وكاتب أغاني كندي (يوم سيء).[139]
- تيم سكوت من مواليد 1971، عازف قيتار إنجليزي.[140]
- كارلي سيمون من مواليد 1943، مغنية وكاتبة أغاني أمريكية، وكاتبة مذكرات ومؤلفة كتب للأطفال.[141]
- جوس ستون من مواليد 1987، مغنية إنجليزية (يو هاد مي).[142]
- موسى سوكويني  [لغات أخرى]‏ من مواليد 1986، مغني من جنوب أفريقيا فاز بجائزة آيدولز جنوب أفريقيا عام 2013.[143][144]
- جوين ستيفاني من مواليد 1969، مغني وكاتب أغاني أمريكي (لا شك، هولاباك جيرل، الهروب الجميل، ماذا تنتظر؟).[145][146]

## الرياضيين

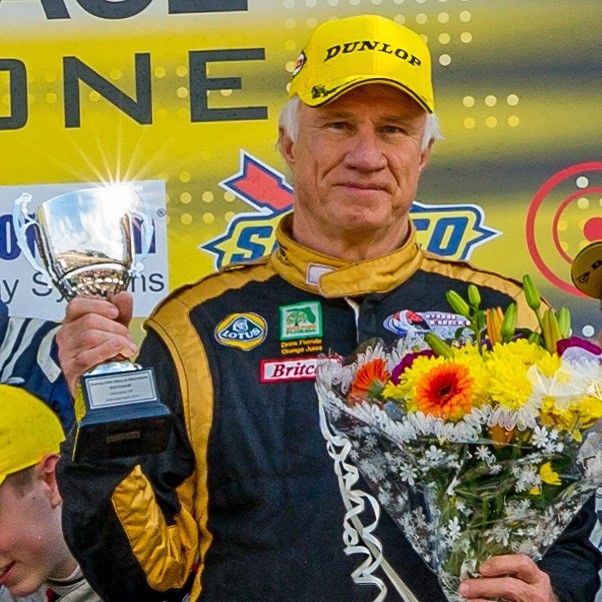
هال بريويت

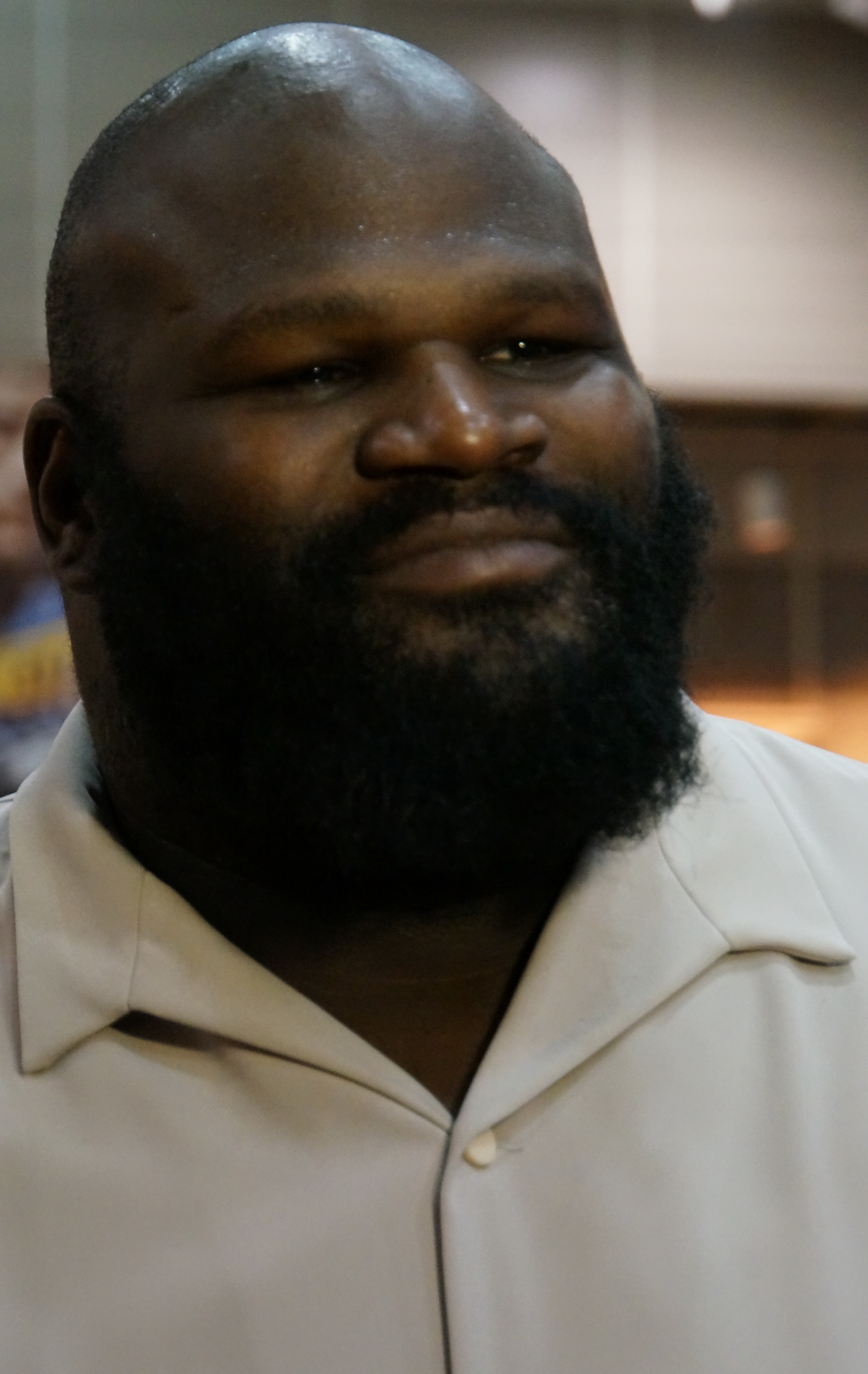
مارك هنري

- رونجا سافولاينن من مواليد 1997، لاعبة هوكي جليد فنلندية.[147]
- مارك شليريث من مواليد 1966، لاعب كرة قدم أمريكي.[148]

- ريكس رايان من مواليد 1962، مُدرب كرة قدم أمريكي ومحلل رياضي (بافالو بيلز).[149]

- كريس روبشو من مواليد 1986، لاعب اتحاد رغبي إنجليزي.

- سكوت كوينيل من مواليد 1972، لاعب اتحاد الرجبي الويلزي.[150]

- دايموند دالاس بيج من مواليد 1956، مصارع محترف وممثل ومؤلف أمريكي.

- محمد علي (1942–2016؛ 74 عامًا)، مُلاكم محترف أمريكي وبطل العالم للوزن الثقيل.[151]

- سام ألارديس من مواليد 1954، لاعب كرة قدم إنجليزي ومُدرب كرة قدم.[152]
- داني بوم من مواليد 1976، شيف ورياضي مهتم بالصحة.[153]
- كالوم ديكسون من مواليد 2000، مُجدف بريطاني.[154][155]
- فرانك غور من مواليد 1983، لاعب كرة قدم أمريكي.[156]
- لويس هاميلتون من مواليد 1985، مُتسباقات سيارات بريطاني (فورمولا 1).[157]
- مارك هنري من مواليد 1971، مصارع محترف ورافع أثقال أمريكي.[158]
- كيتلين جينر من مواليد 1949، شخصية إعلامية أمريكية، رياضية أولمبية سابقة فائزة بالميدالية الذهبية وناشطة في مجال حقوق المتحولين جنسيًا.[159]
- توم لويس من مواليد 1999، لاعب غولف محترف إنجليزي.[160]
- كيني لوغان من مواليد 1972، لاعب اتحاد الرغبي الاسكتلندي.[161]
- هاري لورين (1926–2023؛ يبلغ من العمر 96 عامًا) ساحر أمريكي ومتخصص في تدريب الذاكرة ومؤلف.[162]
- جريج لوغانيس من مواليد 1960، غواص أولمبي أمريكي ومؤلف وناشط في مجال حقوق المثليين.[163][164]
- نوا لايلز من مواليد 1997، عداء أولمبي أمريكي في سباقات المضمار والميدان الأولمبي يتنافس في سباقات 60 متراً و100 متر و200 متر.[165][166]
- توم لويس من مواليد 1991، لاعب جولف محترف إنجليزي.[167]
- كيني لوجان من مواليد 1972، لاعب اتحاد الرجبي الاسكتلندي.[168]
- جريج لوغانيس من مواليد 1960، غطاس أولمبي أمريكي ومؤلف وناشط في مجال حقوق المثليين.[164][169]
- نوح لايلز من مواليد 1997، عداء أولمبي أمريكي يُشارك في سباقات 60 مترًا، 100 مترًا، و200 متر.[170][171]
- ستيفن نيسميث من مواليد 1986، لاعب كرة قدم اسكتلندي مُحترف.[172]
- ويل أوسبراي من مواليد 1993، مصارع محترف إنجليزي.[173]
- نيل سميث من مواليد 1966، لاعب كرة قدم أمريكي.[174]
- برنت سوبيل  [لغات أخرى]‏ من مواليد 1977، لاعب هوكي الجليد كندي.[175]
- جاكي ستيوارت من مواليد 1939، متسابق سيارات اسكتلندي.[176]

## السياسيون

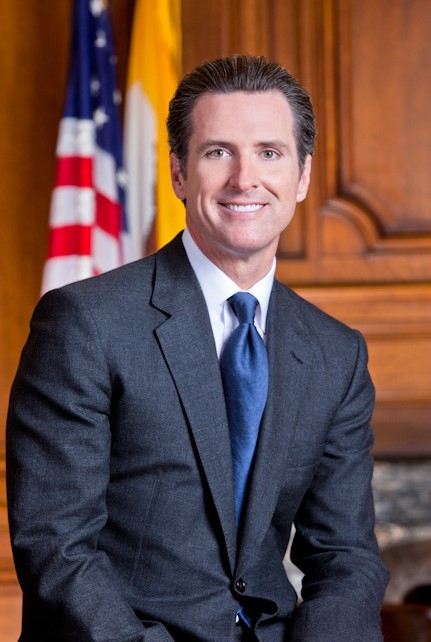
جافن نيوسوم

- إريك آدامز من مواليد 1960، سياسي أمريكي وعمدة مدينة نيويورك.[177]
- مايكل بينيت من مواليد 1964، سياسي أمريكي وعضو في مجلس الشيوخ الأمريكي من ولاية كولورادو.[178]
- جيريمي بوندرمان من مواليد 1982، لاعب بيسبول أمريكي.[179]
- تاكر كارلسون من مواليد 1969، معلق سياسي محافظ أمريكي.[180]
- دان كارتر، سياسي كندي.[181]
- جيسون كونلي من مواليد 1981، لاعب كرة سلة أمريكي.[182]
- أندرسون كوبر من مواليد 1967، صحفي ومعلق سياسي أمريكي.[183]
- جوشوا وونغ من مواليد 1996، هو مدافع عن الحقوق المدنية وتلميذ وسياسي هونغ كونغي.[184][185]
- تيم تيبو من مواليد 1987، لاعب كرة قدم أمريكية. [186]
- نادين دوريس من مواليد 1957، سياسية بريطانية شغلت منصب وزيرة الدولة للشؤون الرقمية والثقافة والإعلام والرياضة (2021-2022).[187]
- بول ديوار (1963–2019؛ 56 عامًا)، مُعلم وسياسي كندي.[188]
- ستيف فيلدينغ من مواليد 1960، سياسي أسترالي.
- مايك غرافيل (1930-2021؛ توفي عن عمر 91 عامًا)، سياسي أمريكي وعضو سابق في مجلس الشيوخ الأمريكي لولاية ألاسكا (1969-1981).[189]
- مات هانكوك من مواليد 1978، سياسي بريطاني شغل منصب وزير الصحة والرعاية الاجتماعية (2018-2021).[190]
- جون هيكنلوبر من مواليد 1952، سياسي أمريكي وعضو سابق في مجلس الشيوخ الأمريكي لولاية كولورادو.[191]
- بول كانجورسكي من مواليد 1937، سياسي أمريكي وعضو سابق في مجلس النواب الأمريكي لولاية بنسلفانيا.[192]
- دانيل مالوي من مواليد 1955، سياسي أمريكي وحاكم سابق لولاية كونيتيكت (2011-2019).[193][194]
- كيندريك ميك من مواليد 1966، سياسي أمريكي وعضو سابق في مجلس النواب الأمريكي لولاية فلوريدا.[195]
- جافن نيوسوم من مواليد 1967، سياسي أمريكي وحاكم كاليفورنيا.[196]
- بودو راميلوف من مواليد 1956، سياسي ألماني ورئيس وزراء تورينغيا.[197]
- نيلسون روكفلر (1908–1979؛ عن عمر يناهز 70 عامًا)، سياسي أمريكي (1959–1973).[198]
- بيتر شوملين من مواليد 1956، سياسي أمريكي وحاكم ولاية فيرمونت السابق.[199]

## آحرون

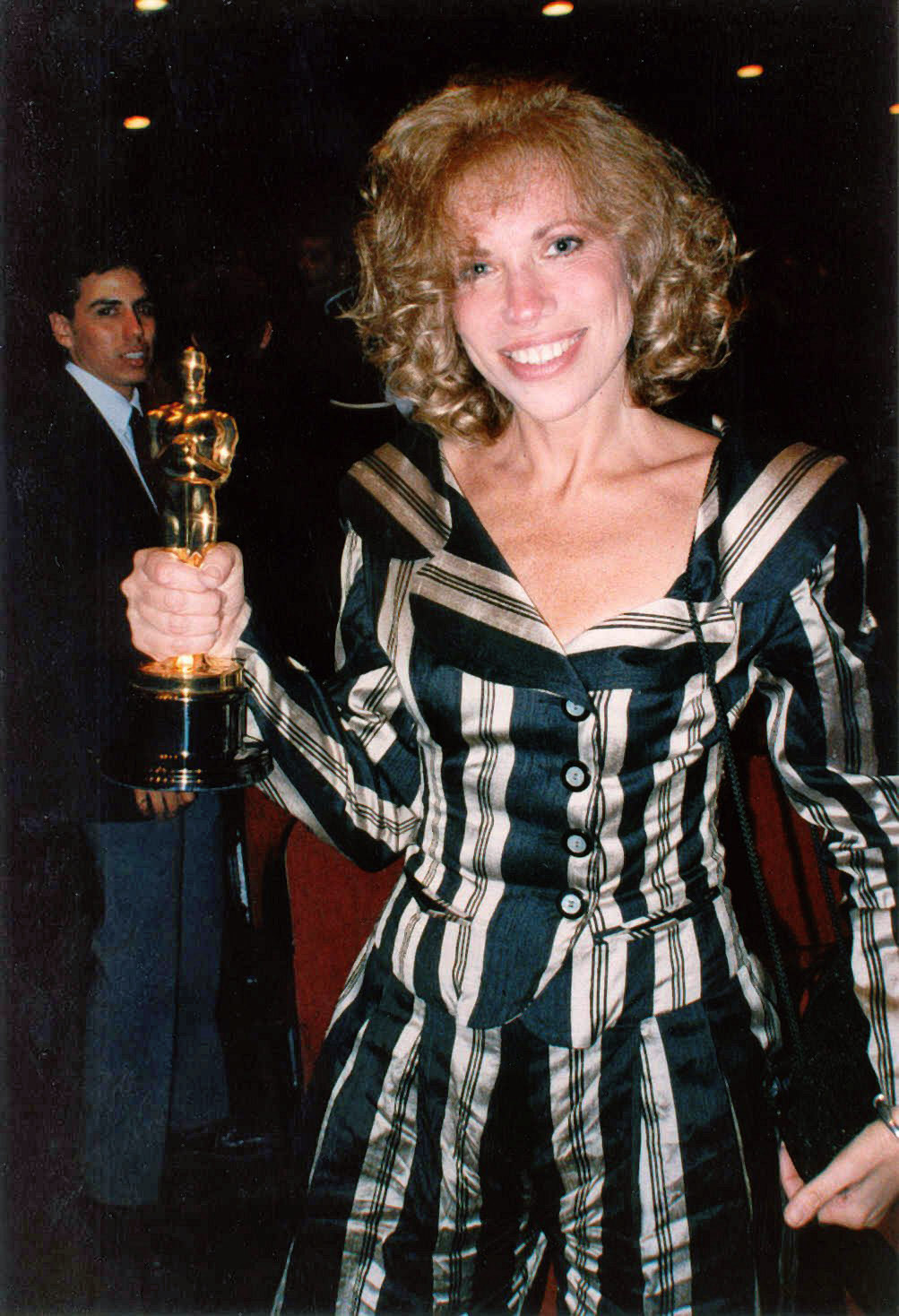
كارلي سيمون مع جائزة الأوسكار في حفل توزيع جوائز الأوسكار الحادي والستين

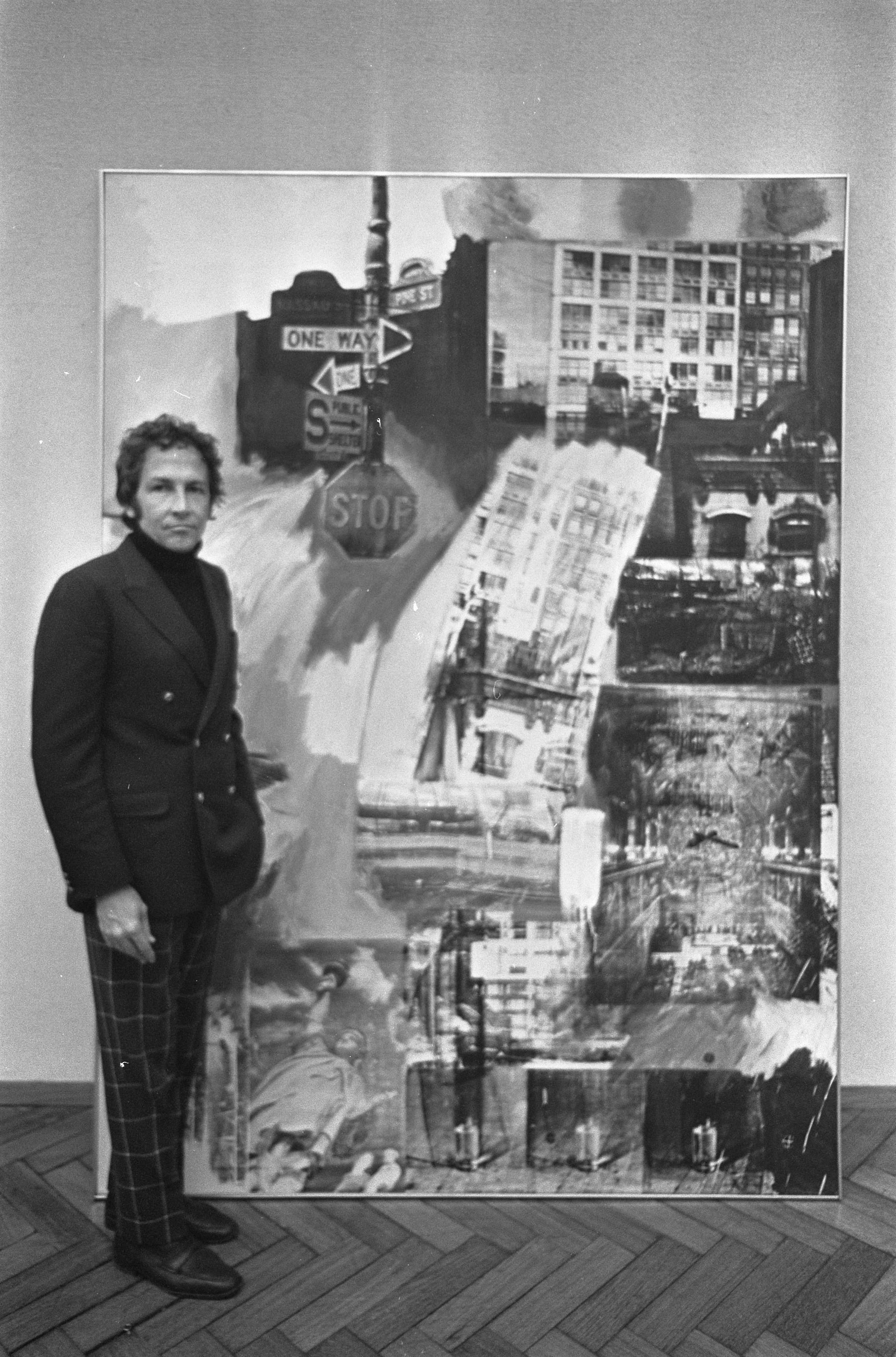
روبرت راوشينبيرج

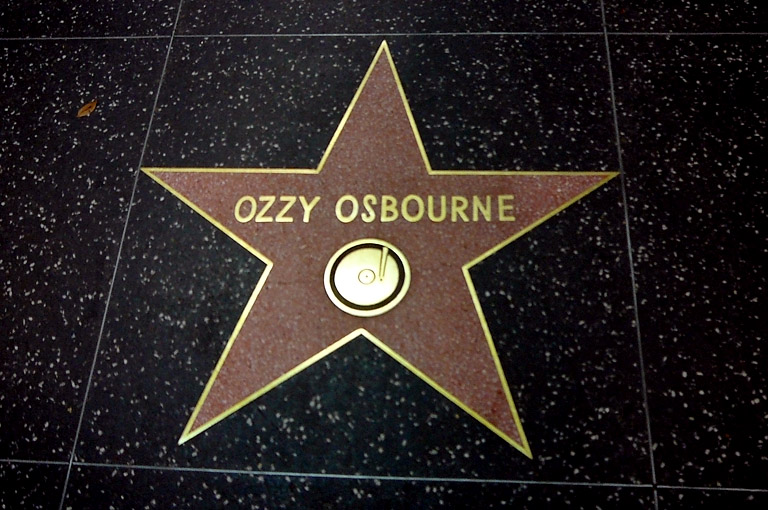
نجم أوزي أوزبورن

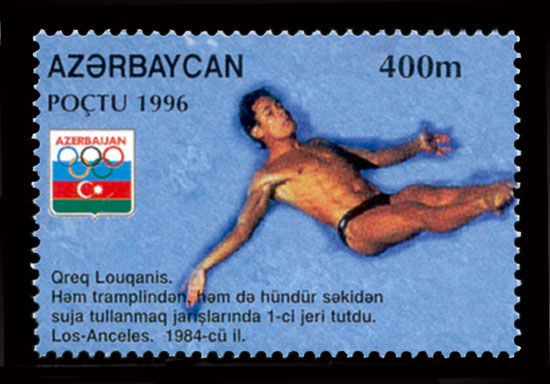
طابع بريدي لغريغ لوغانيس

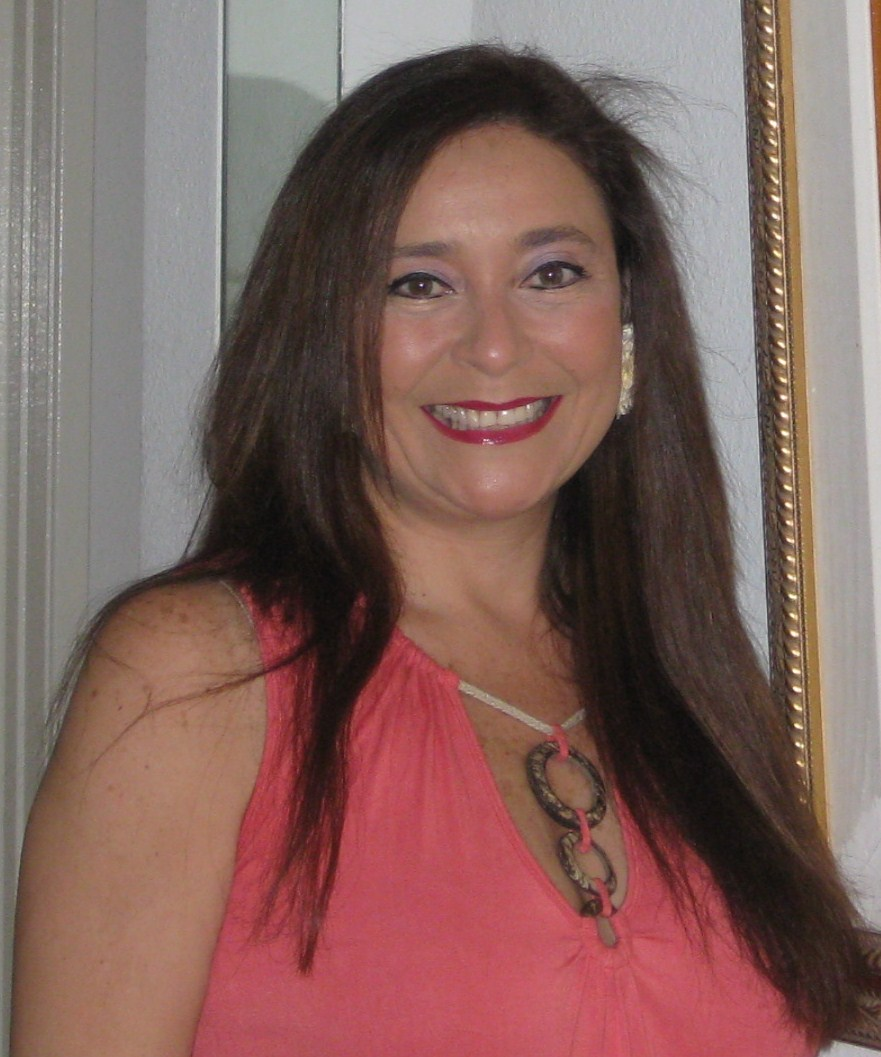
كارينا جالفز

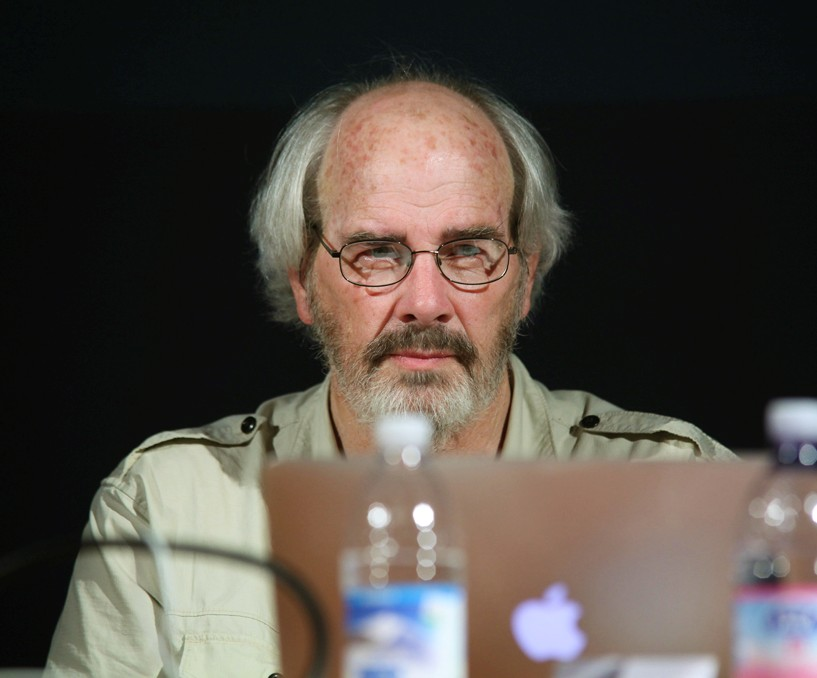
جاك هورنر

- جوني إيف من مواليد 1967، مصمم صناعي ومصمم منتجات إنجليزي ومدير بيانات سابق لشركة أبل.[200]

- دايموند جون من مواليد 1969، رجل أعمال أمريكي ومستثمر وشخصية تلفزيونية (شارك تانك).[201]
- كولين جونز (1936-2021؛ توفي عن عمر 85 عامًا)، مصور فوتوغرافي وراقص باليه إنجليزي.[202]

- إنغفار كامبراد (1926-2018؛ توفي عن عمر 91 عامًا)، صناعي سويدي، ملياردير ومؤسس شركة إيكيا.[203]
- لورا كيركباتريك من مواليد 1989، عارضة أزياء ومصممة أزياء أمريكية.[204]
- فيليم يوهان كولف (1911-2009؛ توفي عن عمر 97 عامًا)، طبيب هولندي.[205]
- ديفيد كوريش (1959-1993؛ توفي عن عمر 33 عامًا)، زعيم طائفة فرع دافيديانس الأمريكية.[206]

- لاد بيبي من مواليد 1987، يوتيوبر إنجليزي ومدون وناشط خيري.[207] زوجته روكسان زي هويل من مواليد 1987 هي تُعاني أيضًا من عسر القراءة.[208]
- بيني لانكستر من مواليد 1971، عارضة أزياء إنجليزية.[209]
- يوجين لاندى (1934–2006؛ 71 عامًا)، عالم نفس أمريكي.[210]
- لي كوان يو (1923–2015؛ 91 عامًا)، أول رئيس وزراء لسنغافورة.[211]
- بيتر ليتش من مواليد 1944، رجل أعمال وفاعل خير نيوزيلندي.[212]
- الأمير لويس من لوكسمبورغ من مواليد 1986، أمير لوكسمبورغ.[213]

- لادبيبي من مواليد 1987، يوتيوبر ومدون إنجليزي.[214] زوجته، روكسان زي هويل من مواليد 1987، تُعاني أيضًا من عسر القراءة.[215]
- بيني لانكستر من مواليد 1971، عارضة أزياء إنجليزية.[216]
- يوجين لاندي (1934-2006؛ عن عمر يناهز 71 عامًا)، طبيب نفسي أمريكي.[217]
- لي كوان يو (1923-2015؛ عن عمر يناهز 91 عامًا)، أول رئيس وزراء لسنغافورة.[218]
- بيتر ليتش من مواليد 1944، رجل أعمال ونيوزيلندي.
- الأمير لويس من لوكسمبورغ من مواليد 1986، أمير لوكسمبورغ.[213]

- جو مالون من مواليد 1963، مصممة عطور ورائدة أعمال بريطانية[219]
- ستيف ماريوني من مواليد 1953، رائد أعمال اجتماعي أمريكي، ومؤسس شبكة تعليم ريادة الأعمال.[220]
- دوغلاس ميريل من مواليد 1970، تقني أمريكي ورائد أعمال في مجال التكنولوجيا المالية.[221]
- جيمس ميدلتون من مواليد 1987، رائد أعمال إنجليزي وشقيق كاثرين، أميرة ويلز.[222]
- جيري موفات من مواليد 1963، مُتسلق صخور بريطاني.[223]
- دوريت موسايف من مواليد 1950، مُصممة مجوهرات إسرائيلية وسيدة أولى لآيسلندا (2003-2016).[224]
- شلومو موسايف (1925-2015؛ عن عمر يناهز 90 عامًا)، رجل أعمال إسرائيلي متخصص في المجوهرات وخبير في الكتاب المقدس.[224]

- بول أوكنفولد من مواليد 1963، منتج تسجيلات إنجليزي وموزع موسيقي ومنسق أغاني إنجليزي ومُعيد مزج ودي جي ترانس.[225]
- أولاف الخامس ملك النرويج (1903-1991؛ 87 عامًا)، ملك النرويج (1957-1991).[226]
- جيمي أوليفر من مواليد 1975، طاهٍ ومقدم برامج تلفزيونية بريطاني.[227]
- ناويسي أوريلي عالم نفس أيرلندي.[228]
- بول أورفاليا من مواليد 1947، رجل أعمال أمريكي ومؤسس شركة فيديكس كينكو.[229]

- ديفيد نيلمان من مواليد 1959، رجل ورائد أعمال برازيلي أمريكي.[230]
- مايك نوريس من مواليد 1961، رجل أعمال إنجليزي والرئيس التنفيذي لشركة كمبيوتاسنتر.[231]

- سارة رانكين، عالمة بريطانية.[232]
- ديفيد روكفلر (1915–2017؛ عن عمر يناهز 101 عامًا)، مدير أعمال أمريكي.[233]
- ريتشارد روجرز (1933–2021؛ عن عمر يُناهز 88 عامًا)، مُهندس معماري بريطاني.[234]
- لويس ب. روزنبرغ من مواليد 1969، مهندس ورجل أعمال أمريكي.[235]
- هانس روسلينج (1948–2017؛ تُوفي عن عمر يناهز 68 عامًا)، أستاذ وإحصائي سويدي متخصص في الصحة الدولية.[236]
- ستيفاني روهل من مواليد 1975، مقدمة أخبار أمريكية ومحللة أعمال.[237]

- جيري هول من مواليد 1956، عارضة أزياء وممثلة أمريكية.[238]
- تشارلز تشاك هاريسون (1931–2018)، مُصمم صناعي أمريكي [239]
- بيل هيوليت (1913-2001؛ 87 عامًا)، مهندس أمريكي ومؤسس مُشارك لشركة هيوليت باكارد (HP).[240]
- تومي هيلفيغر من مواليد 1951، مُصمم أزياء أمريكي ومؤسس شركة تومي هيلفيغر.[241]
- جون هوك الثالث (من موالد ؟)، كبير مسؤولي التصميم في شركة نايكي، [242]
- جاك هورنر من مواليد عام 1946، عالم حفريات أمريكي.[243]

- جون بي. غودنوف (1922-2023؛ توفي عن عمر 100 عام)، عالم مواد أمريكي وفيزيائي الحالة الصلبة وحائز على جائزة نوبل في الكيمياء.[244]
- آشلي غراهام من مواليد 1987، عارضة أزياء ومقدمة تلفزيونية أمريكية.[245]
- ألان غراي (1938-2019؛ توفي عن عمر 81 عامًا)، مُستثمر جنوب أفريقي، ملياردير ورجل أعمال.[246]

- ألكسندر فالودي من مواليد 1983، قس إنجليزي وأصغر طالب جامعي في جامعة كامبريدج منذ 200 عام.[247]
- بن فوجل من مواليد 1973، مُقدم برامج تلفزيونية وكاتب ومغامر إنجليزي.[248]

- ألبرت أينشتاين (1879-1955؛ 76 عامًا)، عالم فيزياء نظرية من أصل ألماني.[249] يُشَكَّك في إصابته بعُسر القراءة.[250][251]
- فاي إلينجتون (من مواليد 1953)، شخصية إعلامية ومحاضرة جامايكية.[252]
- أري إيمانويل (من مواليد 1961)، رجل أعمال أمريكي والرئيس التنفيذي لشركة إنديفور.[253]

- كلارك جانيل ديفيس من مواليد 1997، عارضة أزياء أمريكية وملكة جمال كنتاكي 2015.[254]
- أندرو دورننبرج من مواليد 1958، شيف أمريكي ومؤلف عدد من الكتب التي تتناول موضوعات الطهي.[255]
- جاك دوبوشيه ولد عام 1942، عالم فيزياء حيوية سويسري.[256]

- كارل السادس عشر غوستاف (مواليد 1946)، ملك السويد منذ 1973.[257]
- كارل فيليب دوق فارملاند من مواليد 1979، أمير السويد.[258]
- جون تي. تشامبرز من مواليد 1949، رجل أعمال أمريكي والرئيس التنفيذي لشركة سيسكو.[259]
- جورجينا تشابمان من مواليد 1976، مصممة أزياء وممثلة إنجليزية.[260]
- آمي تشايلدز من مواليد 1990، عارضة أزياء وشخصية تلفزيونية إنجليزية (الطريق الوحيد هو إسيكس).[261]
- تيموثي كليفورد من مواليد 1946، مُؤرخ فنون بريطاني.[262]
- غاري كوهن من مواليد 1960، قائد أعمال أمريكي.[263]
- بيت كونراد (1930-1999؛ توفي عن عمر 69 عامًا)، رائد فضاء أمريكي ضمن مهمة أبولو 12 وثالث إنسان يمشي على القمر.[264]
- باربرا كوركوران من مواليد 1949، سيدة أعمال أمريكية ومستثمرة وكاتبة عمود تلفزيونية وشخصية إعلامية.[265]
- توبي كوزغروف من مواليد 1940، محارب قديم في حرب فيتنام وجراح قلب سابق.[266]

- روبرت بالارد من من مواليد 1942، مستكشف أعماق البحار[267]
- آن بانكروفت ولدت عام 1955، مستكشفة أمريكية للقطب الشمالي.[268]
- تانيا باردسلي ولدت عام 1981، عارضة أزياء إنجليزية وشخصية تلفزيونية واقعية.[269]
- الأميرة بياتريس ولدت عام 1988، حفيدة الملكة إليزابيث الثانية وهي التاسعة من ناحية ترتيب خلافة العرش البريطاني.[270]
- سيباستيان بيرغن من مواليد 1966، مصمم صناعي بريطاني.[271]
- جاي بلايدز من مواليد 1970، مصلح أثاث ومقدم تلفزيوني بريطاني[272]
- ديفيد بويز من مواليد 1941، محامٍ أمريكي ورئيس مجلس الإدارة.[273]
- ريتشارد برانسون من مواليد 1950، رجل أعمال إنجليزي وملياردير (مجموعة فيرجن).[274]
- نانسي برينكر من مواليد 1946، سفيرة أمريكية ومؤسسة الوعد وسوزان جي كومن لمكافحة سرطان الثدي.[275]
- نيل بوش من مواليد 1955، رجل أعمال أمريكي وابن الرئيس الـ41 للولايات المتحدة جورج بوش الأب.[276]
- دارسي بوسل من مواليد 1969، راقصة باليه إنجليزية متقاعدة.[277][278]

- بيثان لورا وود من مواليد 1983، مصممة مجوهرات وأثاث إنجليزية.[279]

- بن وير من مواليد 1980، رائد أعمال إنجليزي.[280]
- كليف ويتزمان من مواليد 1995، رائد أعمال إسرائيلي-أمريكي.[281]

- كريستال فيرساتشي من مواليد 2001، ملكة جمال إنجليزية. [282]
- فيكتوريا، ولية عهد السويد من مواليد 1977. [283]

- هيلين ب. تاوسيج (1898-1986؛ 87 عامًا)، طبيبة قلب أمريكية. [284]

- تشارلز ر. شواب من مواليد 1937، مستثمر أمريكي ورئيس مجلس إدارة شركة تشارلز شواب.[285]
- كالم سكينر من مواليد 1992، دراج سباق اسكتلندي.[286]
- ارنا سولبغ سياسية نرويجية من مواليد 1961، ورئيسة وزراء النرويج الخامسة والثلاثين من 2013 إلى 2021.[287]
- جلين ستيل من مواليد 1963، رجل أعمال مريكي ومؤسس شركة سترينس لنديغ.[288]
- جورجيا ستيل من مواليد 1998، شخصية تلفزيونية إنجليزية (سلسلة جزيرة الحب 4).[289]
- ديفيد ستريلينغ (1915–1990؛ عمره 74 عامًا)، ضابط عسكري اسكتلندي ومؤسس الخدمة الجوية الخاصة.[290]
- ديان سوانك من مواليد 1962، مستشارة اقتصادية أمريكية.[291]
- مايكل يونج (من مواليد 1966)، مصمم صناعي ومدير إبداعي بريطاني.[292][293]
- ثيو بافيتيس من مواليد 1959، رجل أعمال بريطاني من أصل قُبرصي (عرين التنين).[294]
- ماجي أديرين بوكوك من مواليد 1968، عالمة فضاء بريطانية ومعلمة علوم.[99]